# Дублянський парк

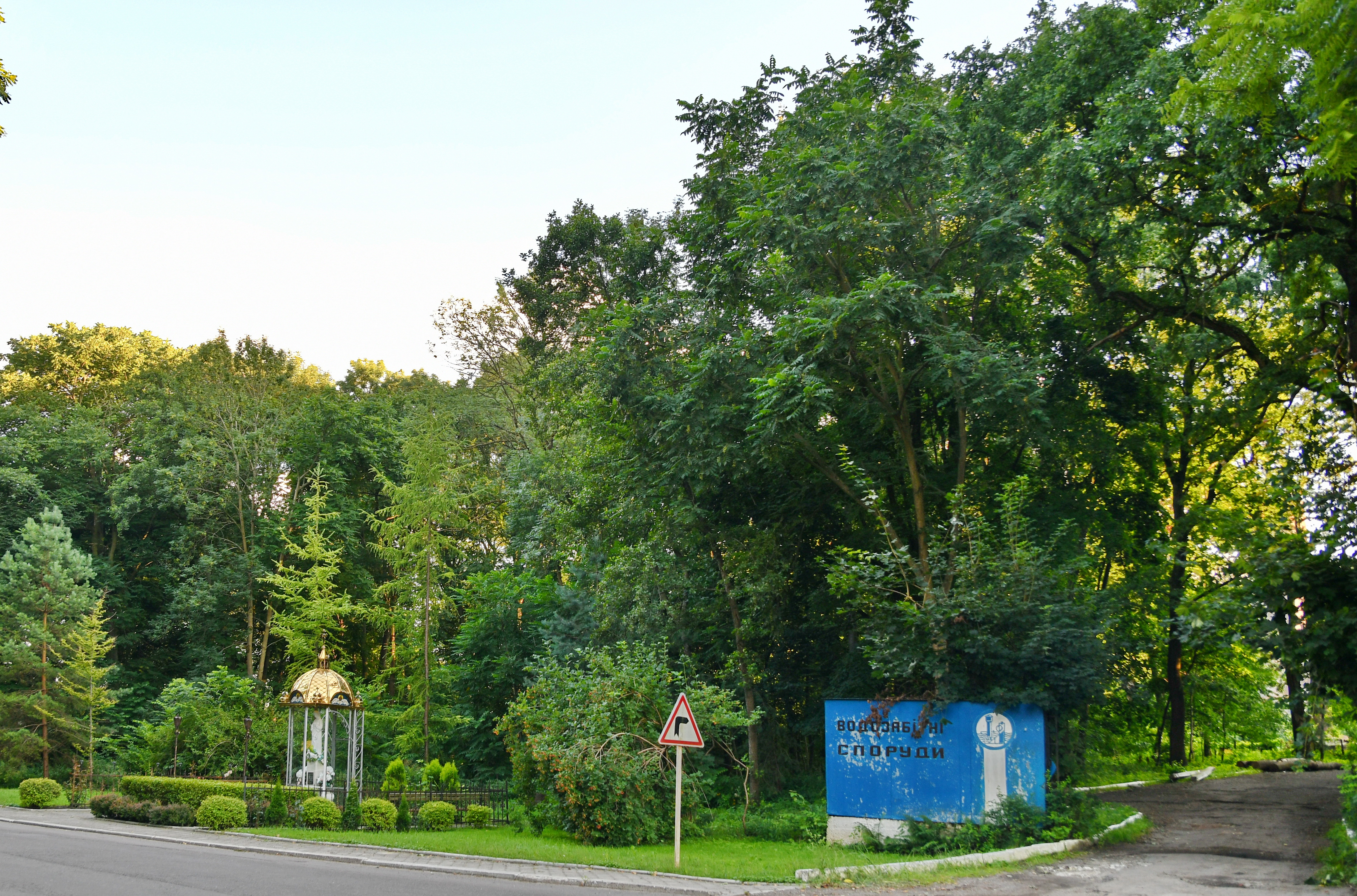

«Дублянський парк» — парк на території смт Дубляни Самбірського району Львівської області. Створений Львівської обласною радою беручи до уваги висновок постійної комісії з питань екології, природних ресурсів та рекреації.
Площа Дублянського парку становить 4,9 га.
На території парку існує близько 40 видів дендрофлори, серед яких ялиця біла, ялина європейська, горіх маньчжурський, модрина європейська, сосна звичайна, дуб звичайний, вільха чорна, горіх чорний, коркове дерево амурське.